# Kamandar Madschydau

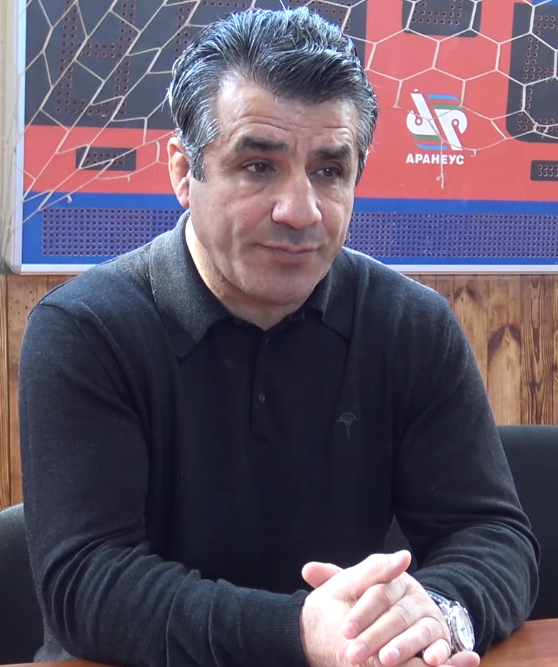
Kamandar Madschydau, 2019

Kamandar Bafalijewitsch (Bafaly ahly) Madschydau (belarussisch Камандар Бафаліевіч (Бафалы аглы) Маджыдаў, aserbaidschanisch Kamandar Məcidov, russisch Камандар Бафалиевич (Бафалы оглы) Маджидов, Kamandar Bafalijewitsch (Bafaly ogly) Madschidow; * 17. Oktober 1961 in Dmanissi, Region Kwemo Kartli, Georgische SSR) ist ein ehemaliger belarussischer Ringer aserbaidschanischer Abstammung, der zuvor für die Sowjetunion und für die Gemeinschaft Unabhängiger Staaten an den Start ging. Er wurde 1988 Olympiasieger im griechisch-römischen Stil im Federgewicht sowie zweimal Weltmeister und dreimal Europameister.

## Werdegang
Kamandar Madschydau begann im Jahre 1973 mit dem Ringen. Er konzentrierte sich dabei auf den griechisch-römischen Stil. Nach ersten größeren Erfolgen auf nationaler Ebene wurde er nach Minsk delegiert und dort Mitglied der Sportvereinigung Spartak. Er wurde in seiner Laufbahn hauptsächlich von W. Rudenkow trainiert. In Minsk absolvierte er neben seiner Ringerlaufbahn ein Sportstudium. Er war im Juniorenalter noch nicht auf der internationalen Ringermatte aktiv. Erst mit 23 Jahren bestritt er seine erste internationale Meisterschaft und startete dabei für die Sowjetunion. Nach der politischen Wende in der Sowjetunion ging er 1992 für die GUS auf die Matte und entschied sich 1993 dafür, künftig für Weißrussland anzutreten.
Seine erste internationale Meisterschaft bestritt er 1984. Er wurde dabei in Jönköping gleich Europameister im Federgewicht mit Siegen über Gilles Jalabert, Frankreich, Schiwko Wangelow Atanassow, Bulgarien, Morten Brekke, Norwegen, Frans Jansen, Niederlande, einer Niederlage gegen Bogusław Klozik, Polen, die jedoch seinen Poolsieg nicht verhinderte, und einem Sieg im Finale über Günter Reichelt aus der DDR. Bei den Olympischen Spielen 1984 in Los Angelos konnte er nicht teilnehmen, weil die Sowjetunion diese Spiele boykottierte. 1985 war er in Leipzig wieder bei der Europameisterschaft am Start. Er verlor dort seinen ersten Kampf gegen Schiwko Wangelow Atanassow. Da dieser aber seine nächsten Kämpfe gegen Michael Starek, CSSR, und Hannu Övermark aus Finnland verlor und ausschied, konnte er sich mit Siegen über Gheorghe Savu, Rumänien, Michael Starek, Hannu Övermark und Boguslaw Klozik doch noch seinen zweiten EM-Titel sichern. Im August 1985 wurde er auch erstmals bei einer Weltmeisterschaft eingesetzt. Im norwegischen Kolbotn kam er aber im Federgewicht nur auf den 6. Platz.
1986 wurde er in Budapest dann erstmals auch Weltmeister. Dabei verwies er seine alten Rivalen Boguslaw Klozik, Schiwko Wangelow Atanassow, Bulgarien, und Árpád Sipos auf die Plätze. Bei der Weltmeisterschaft 1987 in Clermont-Ferrand musste er sich im Endkampf gegen Schiwko Wangelow Atanassow geschlagen geben und wurde in diesem Jahr Vize-Weltmeister. 1986, 1987 und 1988 war er bei den Europameisterschaften nicht am Start. Der nächste ganz große Erfolg gelang Kamandar Madschydau dann bei den Olympischen Spielen 1988 in Seoul. Er sicherte sich dort vor Schiwko Wangelow Atanassow, An Dae-hyun, Südkorea, Jenő Bódi, Ungarn, und Peter Behl, Deutschland, die Goldmedaille.
1989 konnte er in Martigny/Schweiz vor Huk Byung-ho, Südkorea, Mario Olivera, Kuba, und Mario Büttner, DDR, noch einmal Weltmeister im Federgewicht werden. Ab 1990 konnte er das Gewichtslimit für das Federgewicht nicht mehr bringen und er entschloss sich deshalb, ab diesem Zeitpunkt im Leichtgewicht, das damals sein Gewichtslimit bei 68 kg hatte, zu starten. In dieser Gewichtsklasse war aber die nationale Konkurrenz in der Sowjetunion sehr groß. Vor allem Islam Dugutschijew beherrschte dort diese Gewichtsklasse. Kamandar Madschydau kam deshalb 1990 zu gar keinen Einsätzen bei internationalen Meisterschaften und 1991 nur bei der Europameisterschaft in Aschaffenburg. Dort war er aber wieder in Bestform und gewann im Leichtgewicht seinen dritten Europameistertitel. Er siegte vor Marthin Kornbakk, Schweden, und Attila Repka aus Ungarn. Bei der Weltmeisterschaft 1991 wurde aber wieder Islam Dugutschijew eingesetzt.
1992 konnte er sich für die internationalen Meisterschaften, vor allem für die Olympischen Spiele in Barcelona, im Rahmen der Gemeinschaft der Unabhängigen Staaten (GUS) nicht qualifizieren. Olympiasieger wurde Islam Dugutschijew. Ab 1993 startete er dann für Weißrussland. Er gewann dabei bei der Europameisterschaft 1993 in Istanbul hinter Islam Dugutschijew, Russland, und Oleg Tokarev, Moldau, eine Bronzemedaille. In seinem ersten Kammpf kämpfte er dabei gegen Islam Dugutschijew und hielt den Kampf bis zum Ende offen. Beim Stand von 0:0 entschieden sich die Kampfrichter aber für Dugutschijew als Sieger. Bei der Weltmeisterschaft dieses Jahres in Stockholm wurde er hinter Islam Dugutschijew sogar noch einmal Vize-Weltmeister. Dort verlor er im Kampf um den Titel gegen Dugutschijew mit 0:4 Punkten.
Nachdem Kamandar Madschydau 1994 die Ringerstiefel schon an den Nagel gehängt hatte, machte er 1996 ein Comeback. Im März 1996 belegte er bei der Europameisterschaft in Budapest im Leichtgewicht, das von Attila Repka gewonnen wurde, den 8. Platz. Bei den Olympischen Spielen in Atlanta kam er, inzwischen schon 36 Jahre alt, zu einem Sieg über Marko Yli-Hannuksela, Finnland, verlor gegen Ghani Yalouz, Frankreich, siegte über Bisser Georgiew aus Bulgarien und verlor im Kampf um eine Bronzemedaille gegen Alexander Tretjakow aus Russland.
Danach trat er endgültig zurück. Er ist nunmehr Dozent für Ringen an der Sport-Hochschule in Minsk.

## Internationale Erfolge
| Jahr | Platz | Wettbewerb                                    | Gewichtsklasse | Ergebnisse |
| 1984 | 1.    | EM in Jönköping                               | Feder          | vor Günter Reichelt, DDR, Constantin Uță, Rumänien, und Bogusław Klozik, Polen |
| 1985 | 1.    | Großer Preis von Deutschland in Aschaffenburg | Feder          | vor Constantin Uță und Gheorghe Savu, beide Rumänien, und Bernd Gabriel, Deutschland |
| 1985 | 1.    | EM in Leipzig                                 | Feder          | vor Bogusław Klozik, Árpád Sipos, Ungarn, und Gheorghe Savu |
| 1985 | 6.    | WM in Kolbotn/Norwegen                        | Feder          | Sieger: Schiwko Wangelow Atanassow vor Bogusław Klozik und Gheorghe Savu |
| 1986 | 1.    | WM in Budapest                                | Feder          | vor Bogusław Klozik, Schiwko Wangelow Atanassow und Árpád Sipos |
| 1987 | 2.    | WM in Clermont-Ferrand                        | Feder          | hinter Schiwko Wangelow Atanassow, vor Shigeki Nishiguchi, Japan, und Bogusław Klozik |
| 1987 | 3.    | FILA-Grand-Prix in Budapest                   | Feder          | hinter Schiwko Wangelow Atanassow und Hugo Dietsche, Schweiz, vor Jenő Bódi, Ungarn |
| 1988 | 1.    | FILA-Grand-Prix in Budapest                   | Feder          | vor Gilles Jalabert, Frankreich, Jenő Bódi und Peter Behl, Deutschland |
| 1988 | Gold  | OS in Seoul                                   | Feder          | vor Schiwko Wangelow Atanassow, An Dae-hyun, Südkorea, Jenő Bódi und Peter Behl |
| 1989 | 1.    | Großer Preis von Deutschland in Bonn          | Feder          | vor Hüseyin Demirtas, Türkei, Constantin Uță und Jozsef Szuromi, Ungarn |
| 1989 | 1.    | WM in Martigny/Schweiz                        | Feder          | vor Huh Byung-ho, Südkorea, Mario Oliveira, Kuba, und Mario Büttner, DDR |
| 1990 | 1.    | Welt-Cup in Göteborg                          | Leicht         | vor Marthin Kornbakk, Schweden, und Alexis Jiménez, Kuba |
| 1991 | 1.    | EM in Aschaffenburg                           | Leicht         | vor Marthin Kornbakk, Attila Repka, Ungarn, Pedro Villuela, Spanien, und Jannis Zamanduridis, Deutschland                                                                                                   |
| 1992 | 6.    | Großer Preis von Deutschland in Kelheim       | Leicht         | Sieger: Claudio Passarelli, Deutschland vor Attila Repka, Ghani Yalouz, Frankreich, und Petrică Cărare, Rumänien                                                                                            |
| 1993 | 3.    | EM in Istanbul                                | Leicht         | hinter Islam Dugutschijew, Russland und Oleg Tokarev, Moldau, vor Peter Bielesz, Slowakei, und Ryszard Wolny, Polen                                                                                         |
| 1993 | 3.    | Großer Preis von Deutschland in Koblenz       | Leicht         | hinter Islam Dugutschijew und Jannis Zamaduridis, vor Muttalip Yerlikaya, Türkei, und Peter Bielesz |
| 1993 | 2.    | WM in Stockholm                               | Leicht         | hinter Islam Dugutschijew, vor Ghani Yalouz, Marthin Kornbakk und Ryszard Wolny |
| 1996 | 3.    | Großer Preis von Ungarn in Eger               | Leicht         | hinter Rustam Adschy, Ukraine, und Ender Memet, Rumänien |
| 1996 | 1.    | Großer Preis von Norwegen in Porsgonn         | Leicht         | vor Jannis Zamanduridis, John Westergaard, Dänemark, und Adam Juretzko, Deutschland |
| 1996 | 8.    | EM in Budapest                                | Leicht         | Sieger: Attila Repka vor Alexander Tretjakow, Russland, Ghani Yalouz und Valeri Nikitin, Estland |
| 1996 | 4.    | OS in Atlanta                                 | Leicht         | nach Siegen über Kim Jung-Il, Südkorea, und Marko Yli-Hannuksela, Finnland, einer Niederlage gegen Ghani Yalouz, einem Sieg über Bisser Georgiew, Bulgarien, und einer Niederlage gegen Alexander Tretjakow |

## Erläuterungen
- alle Wettkämpfe im griechisch-römischenStil
- OS = Olympische Spiele, WM = Weltmeisterschaft, EM = Europameisterschaft
- Federgewicht, bis 1996 bis 62 kg, Leichtgewicht, bis 1996 bis 68 kg Körpergewicht